# What, No Men!
What, No Men! er en kort amerikansk komediefilm fra 1934, instrueret af Ralph Staub.
Filem havde El Brendel, Wini Shaw og Phil Regan i hovedrollerne.
Den blev filmet i Technicolor.
Filmen handler om en gasselskabsrepræsentant og en politimand. der bliver kidnappet af gale forskere og ført til en indisk stamme kun bestående af kvinder. Forskerne ønsker at undersøge mænds reaktioner og opførsel der.
Filmen var nomineret til en Oscar for bedste kortfilm (komedie) i 1935.